# Vratno
Vratno je naselje v Občini Šentjernej.